# Jules Demersseman
Jules Auguste Demersseman (født 9. januar 1833, død 1. december 1866) var en fransk fløjtenist og komponist.
Demersseman blev født i Hondschoote, Département Nord, Frankrig, nær den belgiske grænse. Allerede som 11-årig blev han elev hos Jean-Louis Tulou ved Conservatoire de Paris. Han vandt førsteprisen der i en alder af tolv år og blev hurtigt en kendt virtuos. På trods af hans anerkendte evner kom han ikke i betragtning til et professorat, idet han under påvirkning af hans lærer, ikke ønskede at påskønne den moderne tværfløjte modificeret af Theobald Böhm, som var blevet introduceret til Frankrig i mellemtiden. Demersseman var blot 33 år, da han døde i Paris, formodentligt af tuberkulose.

## Værker
Demersseman skrev en række værker for sit eget instrument, fløjten. Sandsynligvis er hans bedst kendte værk i dag Solo de Concert, op. 82 nr. 6. Dette stykke, også kendt som "Italiensk Koncert", bruger en napolitansk folkemelodi i den midterste sats og afslutter med en saltarello. udover hans værker for fløjte var Demersseman en af de første franske komponister, der skrev musik for den nyudviklede saxofon.